# Рејнолдс Хајтс (Пенсилванија)
Рејнолдс Хајтс (енгл. Reynolds Heights) насељено је место без административног статуса у америчкој савезној држави Пенсилванија.

## Демографија
По попису из 2010. године број становника је 2.061.
| Група             | 2000.    | 2010.         |
| Белци             | 0 (0,0%) | 1.981 (96,1%) |
| Афроамериканци    | 0 (0,0%) | 26 (1,3%)     |
| Азијати           | 0 (0,0%) | 2 (0,1%)      |
| Хиспаноамериканци | 0 (0,0%) | 14 (0,7%)     |
| Укупно            | 0        | 2.061         |